# Graciosa (Azory)
Graciosa (Łaskawa) – portugalska wyspa na środkowym Atlantyku zaliczana do Makaronezji. Należy ona do centralnej grupy wysp azorskich i jest najbardziej na północ wysuniętą wyspą z tej grupy. Jej powierzchnia wynosi 60,84 km², długość 10 km, a szerokość dochodzi maksymalnie do 7 km. Wyspa jest stratowulkanem, który powstał z dna Oceanu Atlantyckiego. Większą część południowo-wschodniego krańca wyspy zajmuje kaldera o średnicy ponad 1,6 km.

## Krajobraz
Krajobraz Graciosy to połączenie zielonych pastwisk z białymi domami, które znajdują się w każdym miasteczku i wsi na wyspie. Na wyspie panują idealne warunki do uprawy owoców, produkcji wina oraz wypasu bydła i produkcji mleka i sera, z których słynie wyspa.
Pozostałością po wulkanicznej historii wyspy jest Calderia, szczyt o wysokości 402 m.

## Gmina
Wyspa Graciosa posiada zaledwie jedną gminę (jest nią Santa Cruz da Graciosa), w której mieszka 4777 mieszkańców.

## Odkrycie wyspy
Wyspa została odkryta w latach czterdziestych XV wieku, ale zasiedlona dopiero 2 maja 1450 roku. Pierwsi koloniści pochodzili z portugalskiej gminy Montemor-o-Velho, a ich przywódcą był Vasco Gil Sodré. Następni przybysze pochodzili z pobliskiej Terceiry.

## Sport
Na wyspie Graciosa zginął 13 lipca 1929 r. w czasie przymusowego lądowania, polski pilot Ludwik Idzikowski. Była to jego druga próba przelotu Atlantyku ze wschodu na zachód, przerwana awarią silnika samolotu Amiot 123.
Wyspa posiada swój własny klub piłkarski, który rozgrywa swoje mecze w portugalskiej lidze okręgowej, działającej w regionach Terceira, São Jorge oraz Graciosa.

## Galeria

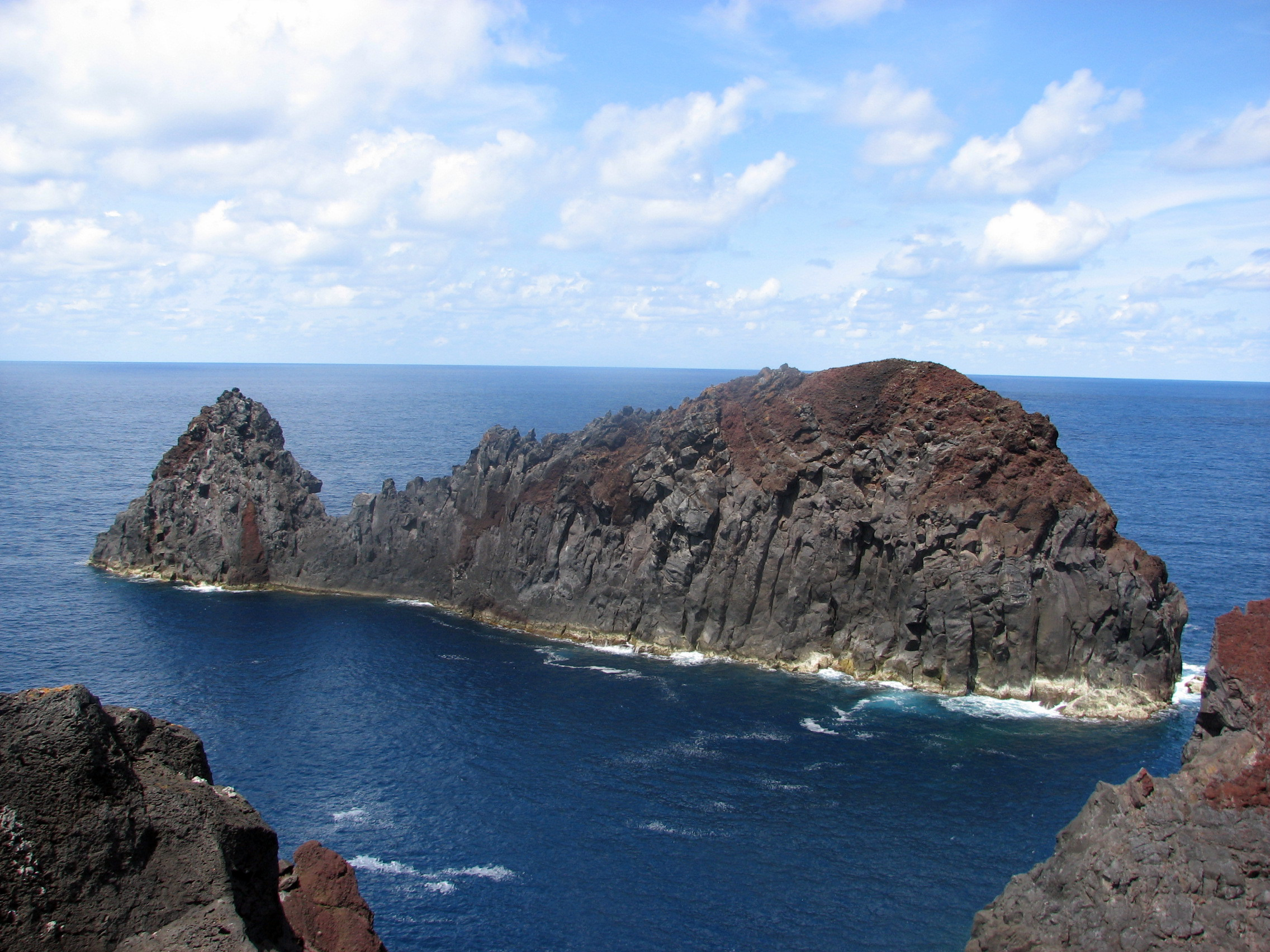
Ponta da Barca
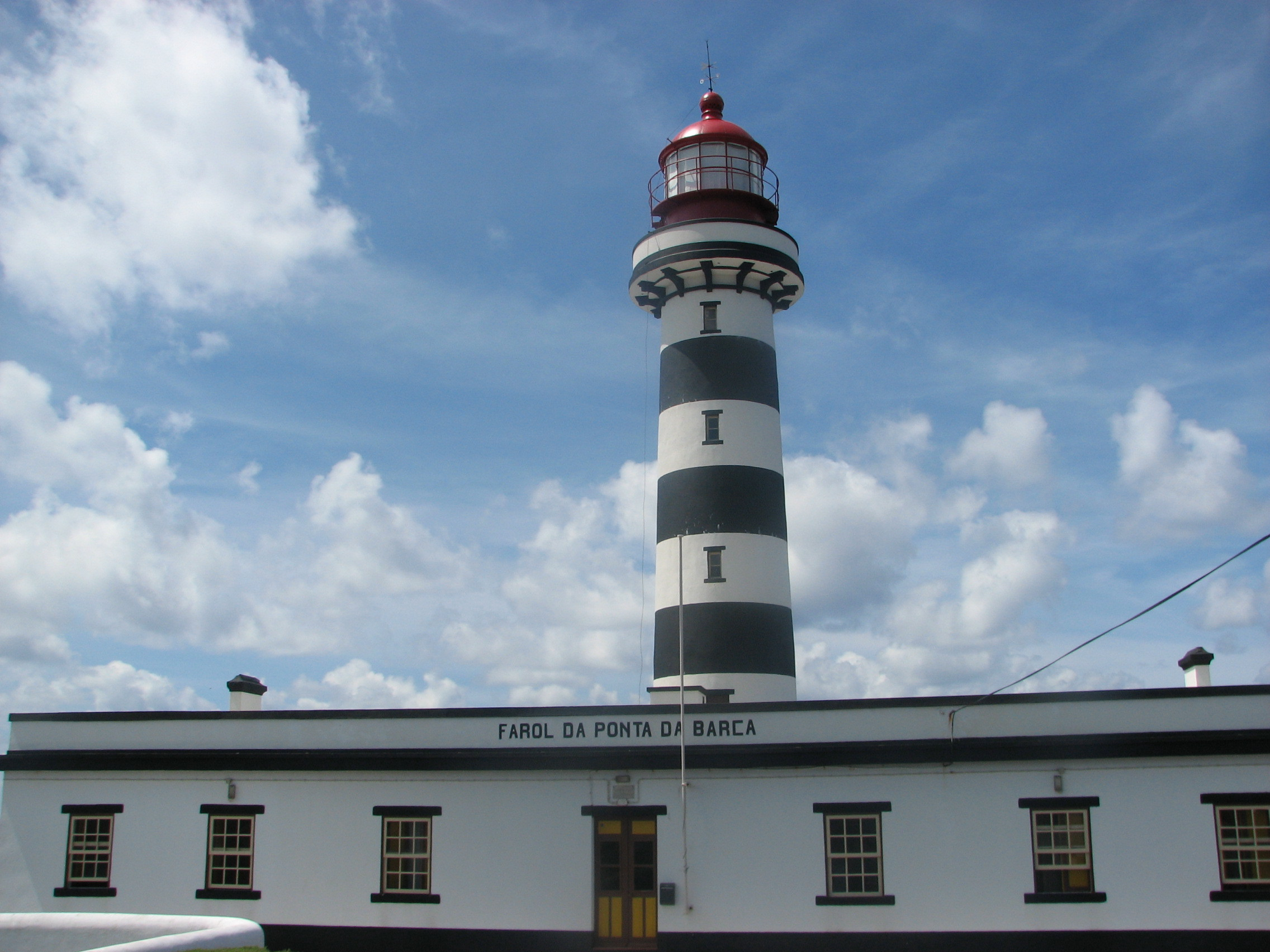
Latarnia morska na Ponta da Barca
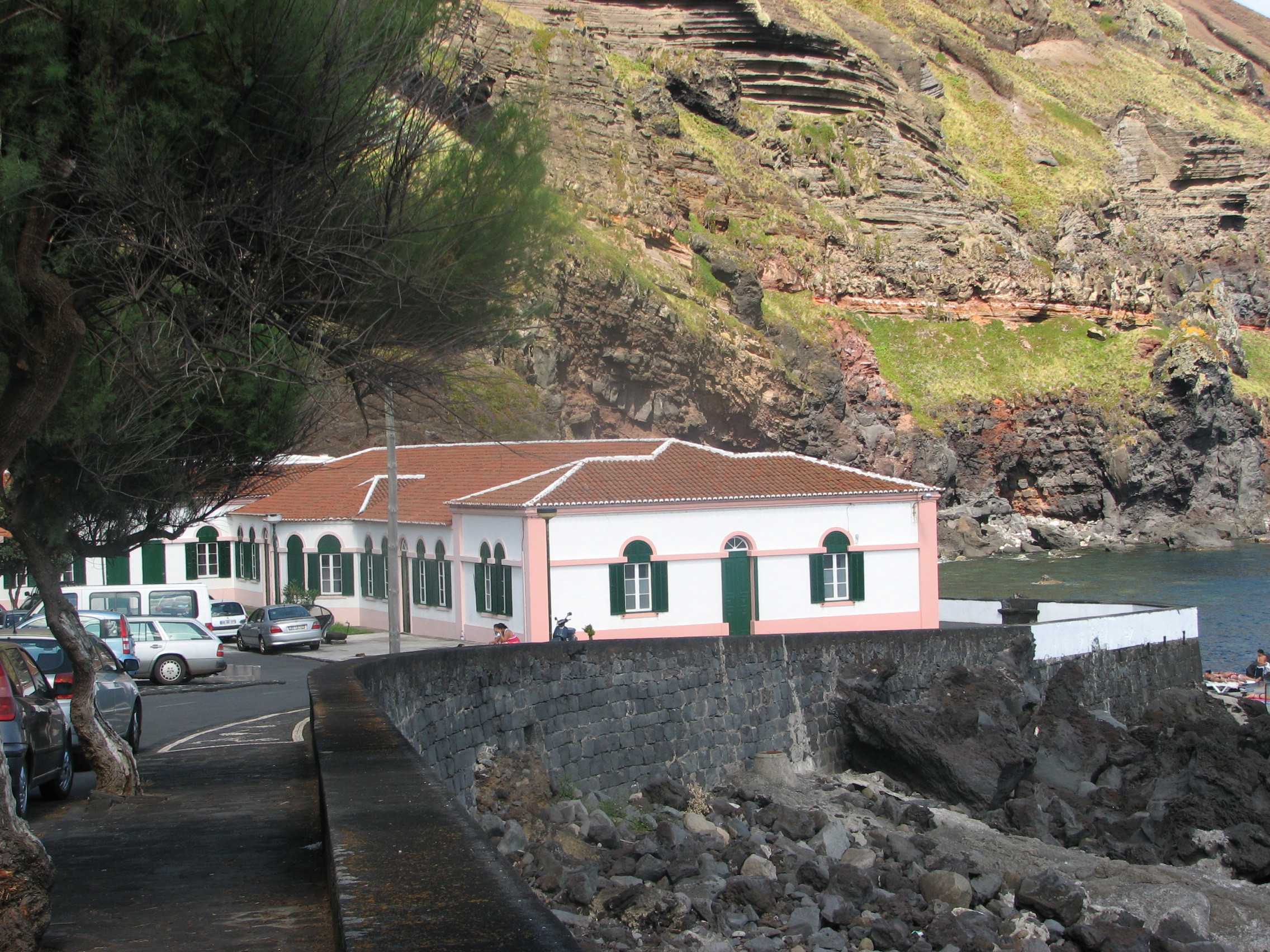
Łaźnia
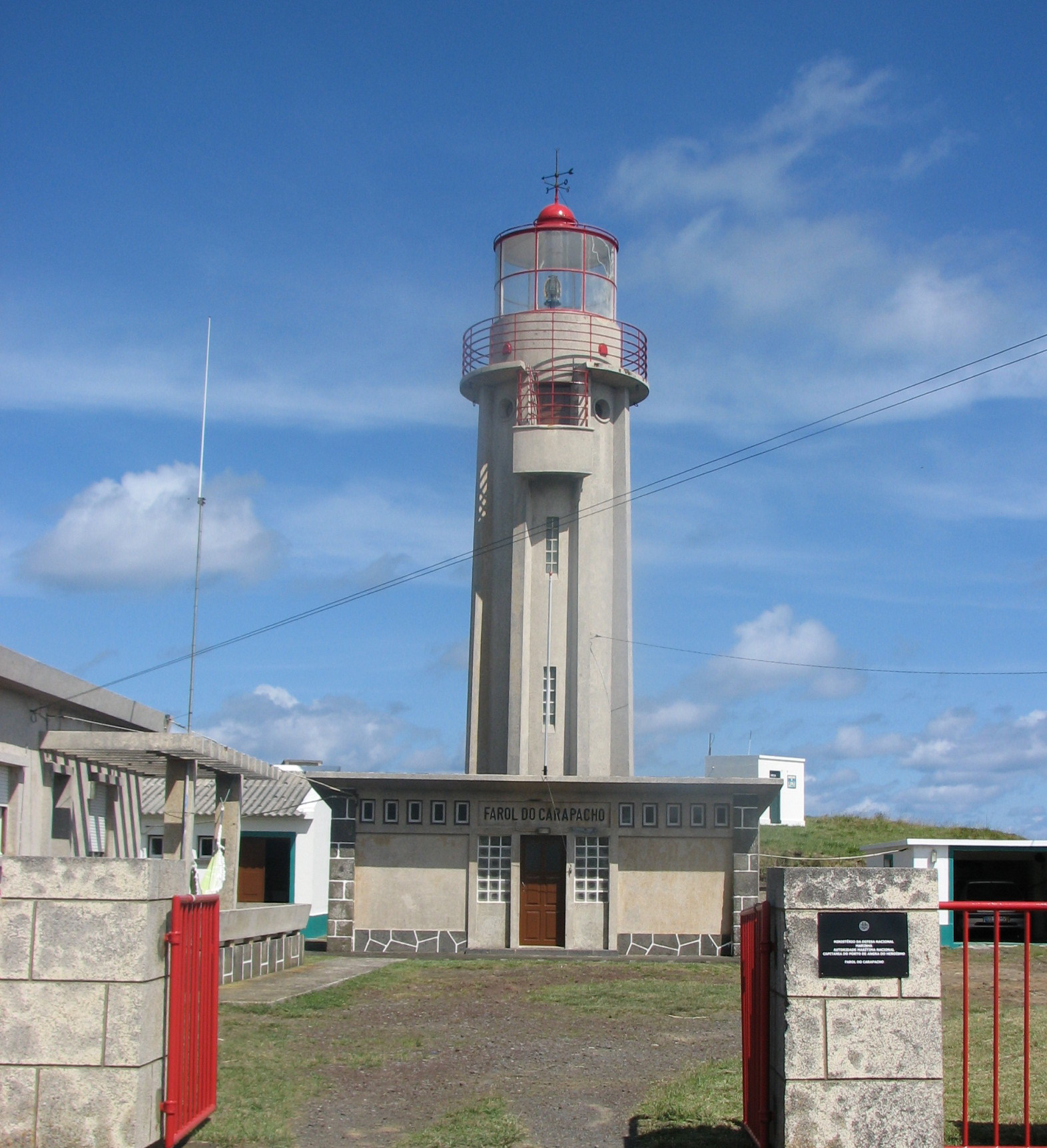
Kolejna Latarnia morska